# Saint-Martin-de-Ribérac
Saint-Martin-de-Ribérac är en kommun i departementet Dordogne i regionen Nouvelle-Aquitaine i sydvästra Frankrike. Kommunen ligger i kantonen Ribérac som tillhör arrondissementet Périgueux. År 2022 hade Saint-Martin-de-Ribérac 728 invånare.

## Befolkningsutveckling
Antalet invånare i kommunen Saint-Martin-de-Ribérac
Referens:INSEE